# Oliver Sacks

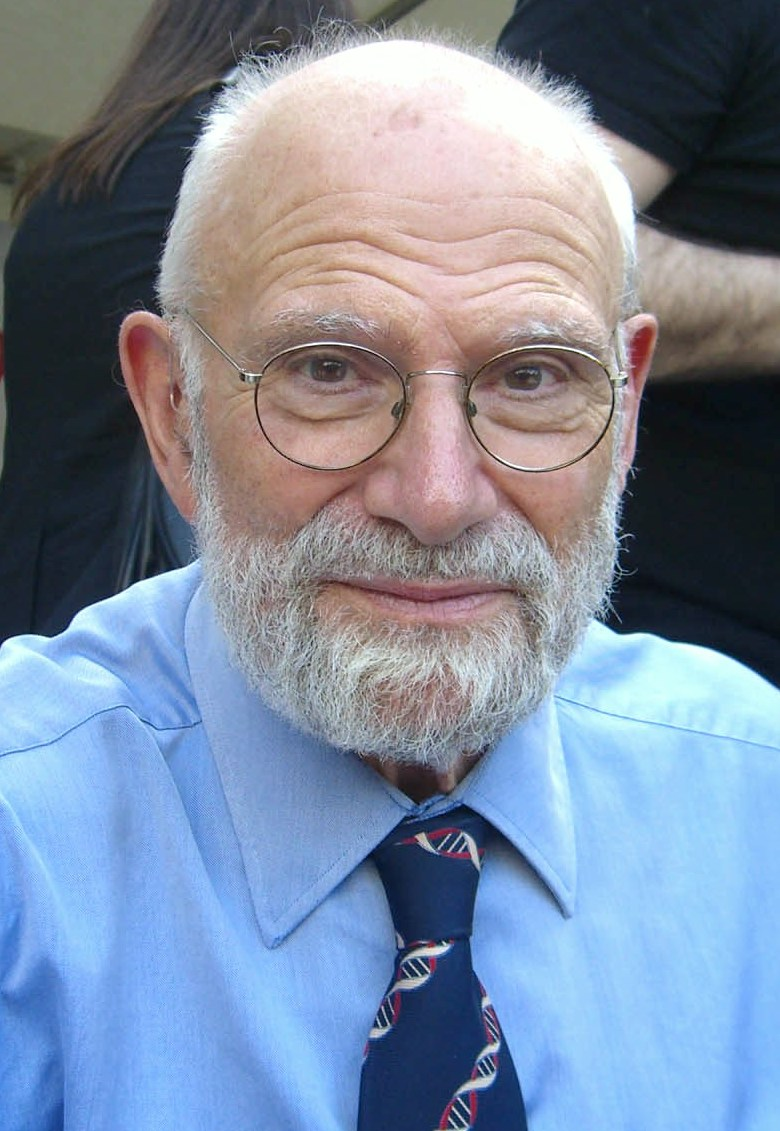
Oliver Sacks (2009)

Oliver Wolf Sacks CBE (* 9. Juli 1933 in London; † 30. August 2015 in New York City) war ein britischer Neurologe und Schriftsteller. Er wurde bekannt insbesondere durch seine populärwissenschaftlichen Bücher, in denen er komplexe Krankheitsbilder anhand von Fallbeispielen in zwanglos-anekdotischem Stil allgemeinverständlich beschrieb. Die mit mehreren Oscar- und Golden-Globe-Nominierungen ausgezeichnete filmische Adaption seines ersten großen Werkes von zusammenhängenden Fallgeschichten Zeit des Erwachens (erschienen 1973, verfilmt 1990 mit Robin Williams und Robert De Niro) machte seine Werke auch international einem breiteren Publikum bekannt.
Sein Anspruch war es stets, neben der modernen Wissenschaft die betreffenden Menschen nicht aus dem Blick zu verlieren, hinter jeder Erkrankung das individuelle Leben zu erkennen und die eigene Normalität in Frage zu stellen. Beeinflusst von dem russischen Neuropsychologen Alexander R. Lurija griff er auf die medizinisch-literarische Tradition des 19. Jahrhunderts zurück, die bei der wissenschaftlichen Betrachtung den kranken Menschen in den Mittelpunkt stellte. Lurija nannte dies eine „romantische“ Wissenschaft.

## Leben
Oliver Sacks wurde als jüngstes von vier Kindern in Cricklewood im Nordwesten Londons geboren. Die Eltern entstammten jüdisch-orthodoxen Familien; sein Vater Samuel war Arzt für Allgemeinmedizin, seine Mutter Muriel Elsie Landau eine der ersten Chirurginnen Englands. Zwei seiner drei Brüder wurden ebenfalls Mediziner. Cousins von Sacks sind der israelische Diplomat Abba Eban, der britische Filmregisseur, Drehbuchautor und Schauspieler Jonathan Lynn und der Mathematiker und Nobelpreisträger Robert Aumann.
Nach dem Besuch der St Paul’s School (London) erwarb Sacks 1954 am Queen’s College (Oxford) den Bachelor-Abschluss in Physiologie und Biologie. Nach weiterer Ausbildung am Middlesex Hospital in London und als Research Fellow am Institut für menschliche Ernährung der Universität Oxford kamen dort 1958 der Master (M.A.) sowie der BM BCh (Bachelor of Medicine, Bachelor of Surgery) hinzu. Sacks war dann als Assistenzarzt am Middlesex College sowie in Birmingham tätig. 1960 nahm er eine Stelle als Forschungsassistent der Parkinson-Abteilung am Mount Zion Hospital in San Francisco an, wurde dort 1961 Assistenzarzt („rotating internship“) und setzte seine Facharztausbildung in Neurologie und Neuropathologie („residency“) 1962 bis 1965 an der University of California, Los Angeles fort. Anschließend war er am Albert Einstein College of Medicine im New Yorker Stadtbezirk Bronx zunächst „Fellow“, ab 1966 „Instructor in Neurology“, ab 1975 „Assistant Professor of Neurology“, ab 1978 „Associate Professor of Neurology“ und schließlich von 1985 bis 2007 „Clinical Professor of Neurology“.
Während seiner Forschungen über Migräne stieß er 1966 im Beth Abraham Hospital in der Bronx auf einige Patienten, die schon seit etwa 40 Jahren wie „eingefroren“ waren: Überlebende der Europäischen Schlafkrankheit (Encephalitis lethargica), einer weltweiten Epidemie von 1916 bis 1927. Nach Abschluss der Migräne-Studien, die er 1970 veröffentlichte, widmete er sich der Patientengruppe intensiver. Die Einzelfall-Studien wurden Gegenstand seines Buches Awakenings – Zeit des Erwachens (OT: Awakenings). Im Verlauf der Experimente mit L-Dopa, einer Vorstufe des Neurotransmitters Dopamin, kam es zu außergewöhnlichen Reaktionen der Patienten: Sie „wachten“ kurzfristig auf, zeigten teilweise gar eine übermotivierte Lebensfreude, bis sie schließlich in ihre Starre zurückfielen. Für Awakenings erhielt Sacks 1974 den Hawthornden-Preis.

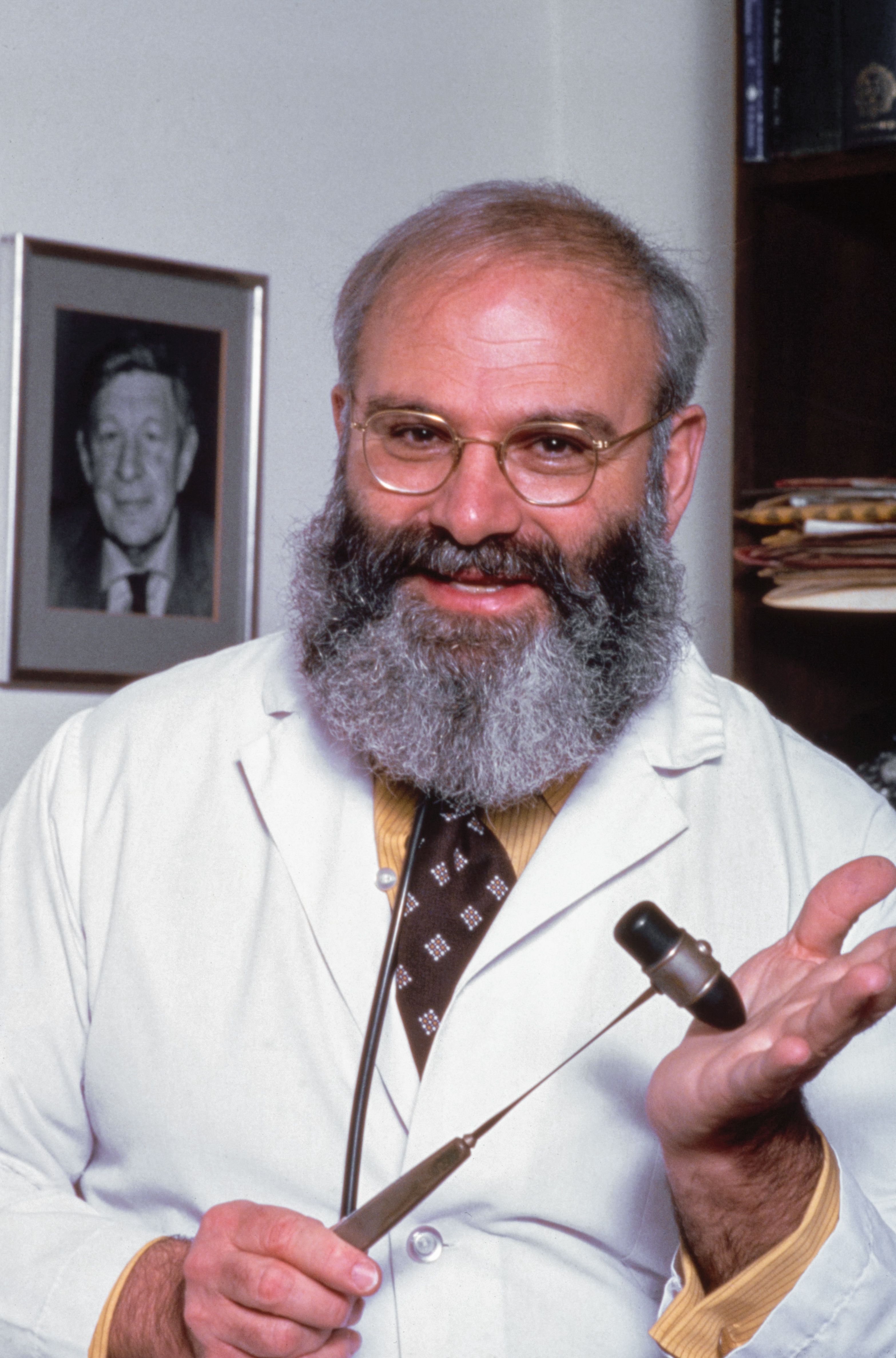
Oliver Sacks (1985)

Einige der Fallgeschichten aus diesem Buch thematisierte zunächst Harold Pinters Theaterstück A Kind of Alaska, bevor sie 1990 unter dem Titel Zeit des Erwachens (Awakenings) mit Robin Williams und Robert De Niro in den Hauptrollen sehr erfolgreich verfilmt wurden. Die Adaption machte Oliver Sacks weltweit bekannt, und viele seiner zwischenzeitlich veröffentlichten Bücher erfuhren eine große Nachfrage. Die internationale Aufmerksamkeit hielt über seinen Tod im Jahr 2015 hinaus an, 2017 erschien sein letztes Buch Der Strom des Bewusstseins (OT: River of Consciousness), die Idee hierzu skizzierte Sacks noch in den letzten Wochen seines Lebens.
Neben weiteren Geschichten über andere neurologische Fälle, in denen es um Parkinson, Tourette-Syndrom, Autismus, Agnosie und Gehörlosigkeit ging, schilderte er in Der Tag, an dem mein Bein fortging (OT: A Leg to Stand On) auch die Folgen eines eigenen Wanderunfalls. Offenbar riss ihm dabei ausschließlich die Sehne eines vorderen Oberschenkelmuskels (Quadriceps), für längere Zeit lebte er so (vor allem) in der Patientenperspektive.
In seinem Bestseller Der Mann, der seine Frau mit einem Hut verwechselte (OT: The Man Who Mistook His Wife for a Hat) erzählt Oliver Sacks zwanzig Geschichten von Menschen, die aus der „Normalität“ gefallen sind, weil physische Veränderungen bzw. Verletzungen des Gehirns psychische Störungen hervorgerufen haben. Sacks schreibt: „Eine winzige Hirnverletzung, ein kleiner Tumult in der cerebralen Chemie – und wir geraten in eine andere Welt“. Das Buch ist allgemeinverständlich geschrieben und behandelt kaum die medizinisch-neuropsychologische Seite, sondern veranschaulicht die Welt, in der diese Menschen leben. Es erklärt, wie Wahrnehmung allein vom Gehirn abhängt und unser Realitätsempfinden dort entsteht. So schildert Sacks „seriös und spannend zugleich“ (Süddeutsche Zeitung), wie es sein kann, dass ein Mann seine Frau mit einem Hut verwechselt oder bei einem Patienten zwar Seh- (visuelles Wahrnehmungs-) und Sprechvermögen intakt sind, er das Gezeigte aber nicht mehr beim Namen nennen (mit seinem semantischen Gedächtnis verknüpfen) kann und so beispielsweise eine Rose als „rotes, gefaltetes Gebilde mit einem geraden grünen Anhängsel“ identifiziert. Die Titelgeschichte wurde 1987 Gegenstand der gleichnamigen Oper von Michael Nyman.
In einem weiteren Bestseller, dem 2007 erschienenen Sachbuch Der einarmige Pianist. Über Musik und das Gehirn (OT Musicophilia: Tales of Music and the Brain) legt er zunächst kurz und für Laien verständlich die grundlegende Funktionsweise unseres Gehörs und mögliche Auswirkungen von Schädigungen des auditiven Systems dar. Hinzu kommt, erneut anhand einer Vielzahl von (Patienten-)Beispielen, die Schilderung zahlreicher Phänomene im Überschneidungsbereich von Musik und Neurowissenschaft. Darunter sind beispielsweise die Wirkung von Musiktherapie auf Aphasie-, Amnesie-, Demenz-, Tourette- und Parkinson-Patienten; der Zusammenhang zwischen Blindheit und absolutem Gehör bzw. besonderer musikalischer Begabung sowie die grundsätzliche Wirkweise von Musik im Gehirn, insbesondere im Temporallappen, die auch bei neurologischen Patienten deutlich wird, so z. B. bei Temporallappenepilepsie (durch Vernarbungen, Läsionen oder Tumore ausgelöste epileptische Anfälle) und damit einhergehenden (z. T. musikalischen) Déjà-vu-Erlebnissen, oder auch bei sogenannter Musikolepsie bzw. musikogener Epilepsie – dies bezeichnet durch Musik induzierte (ausgelöste) epileptische Anfälle.
Sacks’ Werke wurden bisher in 21 Sprachen übersetzt. Seit 1996 war er gewähltes Mitglied der American Academy of Arts and Letters. 2002 wurde er mit dem Wingate Literary Prize ausgezeichnet und in die American Academy of Arts and Sciences gewählt.
Zu Beginn des Herbstsemesters 2007 nahm Sacks einen Ruf an die Columbia University an. Dort unterrichtete er nicht nur als Mediziner, sondern auch in mehreren anderen Fachbereichen, unter anderem Musiktheorie.

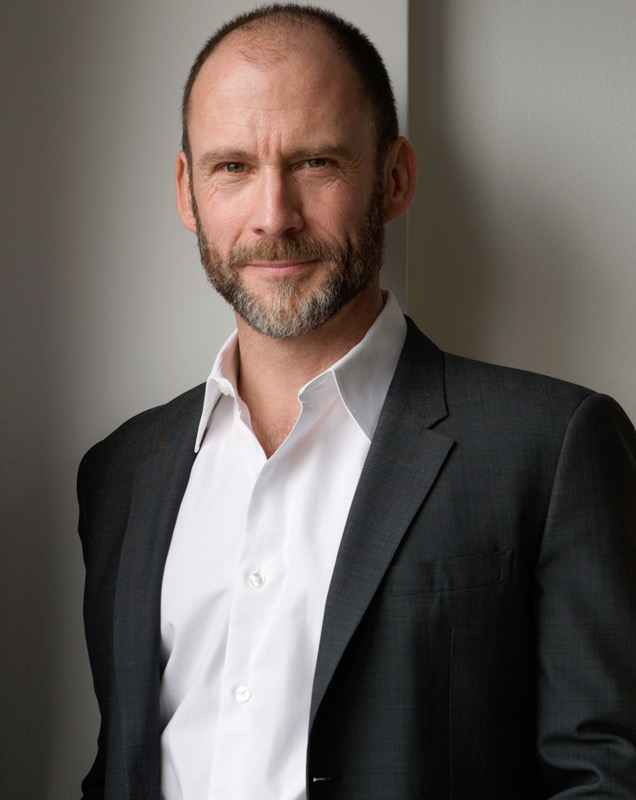
Bill Hayes, Sacks’ Partner in dessen sechs letzten Lebensjahren

Sacks war nie verheiratet und lebte den größten Teil seines Lebens allein. In seiner zweiten Autobiographie On the Move, die er im Dezember 2014 wenige Tage vor seiner Krebsdiagnose fertigstellte und die unmittelbar vor seinem Tod im August 2015 veröffentlicht wurde, äußerte sich Sacks erstmals zu seiner Homosexualität. Nach über 35 Jahren zölibatären Lebens hatte er 2009 den vornehmlich für die New York Times arbeitenden Wissenschaftsjournalisten und Fotografen Bill Hayes kennengelernt. Aus der Freundschaft der beiden Schriftsteller erwuchs eine Liebesbeziehung und Lebenspartnerschaft, die bis zu seinem Tod anhielt.
Seine große Leidenschaft war, wie Oliver Sacks in On the Move beschreibt, das Motorradfahren. Vor allem mit seiner „geliebten“ BMW R 60/2 absolvierte er als junger Mann viele Touren quer durch die USA und dabei häufig große Distanzen – manchmal sogar bei Nacht: „Ich fuhr die ganze Nacht und lag auf dem Tank – die Maschine hatte zwar nur dreißig PS, aber wenn ich mich ganz flach machte, schaffte ich etwas mehr als 160 km/h; dergestalt zusammengekauert, konnte ich stundenlang geradeaus fahren. Von meinen Scheinwerfern erhellt – oder dem Vollmond, wenn er da war – wurde die silbrig schimmernde Straße von meinem Vorderrad aufgesaugt. Manchmal hatte ich in diesen Stunden seltsame Wahrnehmungsverzerrungen und -täuschungen. So überkam mich gelegentlich das Gefühl, eine Linie auf der Erdoberfläche zu zeichnen, und dann wieder hing ich bewegungslos im Raum, während tief unter mir der ganze Planet geräuschlos rotierte.“
Im Februar 2015 widmete er sich in einem Essay für die New York Times seiner Krebserkrankung und dem Umgang mit seinem bevorstehenden Tod. Neun Jahre zuvor war er bereits wegen eines malignen Melanoms am Auge behandelt worden, wodurch er die Sehfähigkeit auf diesem Auge einbüßte (woraufhin er The Mind’s Eye, dt. Das innere Auge, verfasste). Angesichts der nun bei ihm diagnostizierten Leber-Metastasen sei sein Tod absehbar. Er wolle weitere literarische Werke fertigstellen. Das „Okay“ für die Veröffentlichung des Textes gab Sacks noch auf dem OP-Tisch, der Artikel wurde noch am Folgetag der lebensverlängernden Operation veröffentlicht. Seinem Lebenspartner zufolge bewegten ihn die „überwältigenden und mitfühlenden Reaktionen auf ‚Mein Leben‘“ tief und führten in den Folgemonaten zu einer Reihe weiterer und sehr persönlicher Aufsätze für die New York Times. Der vierte wurde mit letzter Kraft im August 2015 vollendet und zwei Wochen vor seinem Tod veröffentlicht. Sacks starb am 30. August 2015 im Alter von 82 Jahren in seiner Wohnung in Manhattan. Kurz darauf erschien der kleine Band Dankbarkeit (Gratitude). Dieser enthält vier der in der New York Times erschienenen letzten Aufsätze, in denen er sich mehr als in seinen früheren Werken mit den grundlegenden Lebensfragen zu Tod, Glauben, Religion und Wissenschaft auseinandersetzte. Sein Lebenspartner Bill Hayes schrieb gemeinsam mit Kate Edgar das Vorwort und steuerte Fotografien aus der privaten Sammlung des Paares bei.

## Werke

### Bücher
- Migraine. 1970, ISBN 0-375-70406-X.
  - deutsch: Migräne. Rowohlt, Reinbek bei Hamburg 1970, ISBN 3-499-19963-7.
- Awakenings. 1973, ISBN 0-375-70405-1.
  - deutsch: Bewusstseinsdämmerungen. VCH Verlagsgesellschaft mbH., Weinheim 1989.
  - Awakenings – Neuveröffentlichung mit einigen Änderungen und zusätzlichem Vorwort von Sacks selbst, 1990.
    - deutsch: Awakenings – Zeit des Erwachens. Das Buch zum Film. Rowohlt, Reinbek bei Hamburg 1990 (1991), ISBN 3-499-18878-3.
- A Leg to Stand On. 1984, ISBN 0-684-85395-7. (Selbsterfahrungsbericht nach Wanderunfall in Norwegen)
  - deutsch: Der Tag, an dem mein Bein fortging. Rowohlt, Reinbek bei Hamburg 1989, ISBN 3-499-18884-8.
- The Man Who Mistook His Wife for a Hat. Summit Books 1985, ISBN 0-671-55471-9.
  - deutsch: Der Mann, der seine Frau mit einem Hut verwechselte. Rowohlt, Reinbek bei Hamburg 1987, ISBN 3-499-18780-9.
- Seeing Voices: A Journey Into the World of the Deaf. 1989, ISBN 0-520-06083-0.
  - deutsch: Stumme Stimmen. Reise in die Welt der Gehörlosen. Rowohlt, Reinbek bei Hamburg 1990, ISBN 3-499-19198-9.
- An Anthropologist on Mars. 1995, ISBN 0-679-43785-1. (Sieben weitere Fallgeschichten, u. a. über den „Maler der Erinnerung“ Franco Magnani und die titelgebende autistische Architektur-/Tierwissenschafts-Professorin Temple Grandin).
  - deutsch: Eine Anthropologin auf dem Mars. Rowohlt, Reinbek bei Hamburg 1995, ISBN 3-499-60242-3.
- The Island of the Colorblind. 1997, ISBN 0-676-97035-4. (Erste Hälfte über die angeborene Farbenblindheit der Inselbevölkerung von Pingelap;[15] zweite Hälfte über die Lytico-Bodig-Erkrankung auf Guam.)
  - deutsch: Die Insel der Farbenblinden. Rowohlt, Reinbek bei Hamburg 1997, ISBN 3-499-60560-0.
- Uncle Tungsten: Memories of a Chemical Boyhood. 2001, ISBN 0-375-40448-1. (Sacks erste Autobiografie: Memoiren aus der Kindheit und Jugend des Autors bis 1956, vermischt mit Episoden aus der Geschichte der Chemie, die der junge Sacks mit Begeisterung betrieb)
  - deutsch: Onkel Wolfram. Erinnerungen. Rowohlt, Reinbek bei Hamburg 2001, ISBN 3-498-06352-9.
- Oaxaca Journal. 2002, ISBN 0-307-94744-0. (Reisebericht eines zehntägigen Ausflugs ins mexikanische Oaxaca mit The Fern Society im Jahr 2000)
  - deutsch: Die feine New Yorker Farngesellschaft. Ein Ausflug nach Mexiko. Frederking und Thaler, München 2004, ISBN 3-89405-480-8.
- Musicophilia: Tales of Music and the Brain. 2007, ISBN 978-1-4000-4081-0.
  - deutsch: Der einarmige Pianist. Über Musik und das Gehirn. Rowohlt, Reinbek bei Hamburg 2008, ISBN 978-3-498-06376-4.
- The Mind’s Eye. 2010, ISBN 978-0-307-27208-9.
  - deutsch: Das innere Auge. Neue Fallgeschichten. Rowohlt, Reinbek bei Hamburg 2011, ISBN 978-3-498-06408-2.
- Hallucinations. Alfred J. Knopf, New York 2012, Vintage Books 2013, ISBN 978-0-307-94743-7.
  - deutsch: Drachen, Doppelgänger und Dämonen. Über Menschen mit Halluzinationen. Übersetzt von Hainer Kober. Rowohlt, Reinbek bei Hamburg 2013, ISBN 978-3-498-06420-4; als Taschenbuch rororo 62972, 2014, ISBN 978-3-499-62972-3.[16]
- On the Move. A Life. 2015, ISBN 978-0-385-35254-3. (Sacks zweite Autobiografie)[3]
  - deutsch: On The Move – Mein Leben. Übersetzt von Hainer Kober. Rowohlt, Reinbek bei Hamburg 2015, ISBN 978-3-498-06433-4.[17]
- Gratitude. Essaysammlung, Picador, posthum veröffentlicht 2015, Vorwort und Illustration Bill Hayes, ISBN 978-0-451-49293-7.
  - deutsch: Dankbarkeit. Übersetzt von Hainer Kober. Rowohlt, Reinbek bei Hamburg 2015, ISBN 978-3-498-06440-2.
- Steve Silberman: NeuroTribes: The Legacy of Autism and the Future of Neurodiversity. 2015, ISBN 978-1-58333-467-6. (mit Vorwort von Sacks)
- Oliver Sacks: The Last Interview and Other Conversations. 2016, ISBN 978-1-61219-577-3. (Interviewsammlung)
- River of Consciousness. 2017, ISBN 978-0-345-80899-8.
  - deutsch: Der Strom des Bewusstseins. Übersetzt von Hainer Kober. Rowohlt, Reinbek bei Hamburg 2017, ISBN 978-3-498-06434-1.
- Everything in Its Place: First Loves and Last Tales. 2019.
  - deutsch: Alles an seinem Platz. Erste Lieben und letzte Fälle. Übersetzt von Hainer Kober. Rowohlt, Hamburg 2019, ISBN 978-3-498-06442-6.

### Briefe
- Kate Edgar (Hrsg.): Letters. Knopf Canada, Ontario 2024, ISBN 978-0-345-81141-7.
  - deutsch: Briefe von Oliver Sacks. Übersetzt von Hainer Kober. Rowohlt, Hamburg 2025, ISBN 978-3-498-00174-2.

### Artikel
- Sabbath. In: The New York Times. Sunday Review, 14. August 2015 (Volltext). Erneut erschienen in Gratitude. Picador, 2015, ISBN 978-1-5098-2280-5.
  - deutsch: Sabbat. In: Dankbarkeit. Übersetzt von Hainer Kober. Rowohlt, Reinbek bei Hamburg 2015, ISBN 978-3-498-06440-2.
- My Periodic Table. In: The New York Times. Sunday Review, 24. Juli 2015 (Volltext). Erneut erschienen in Gratitude. Picador, 2015, ISBN 978-1-5098-2280-5.
  - deutsch: Mein Periodensystem. In: Dankbarkeit. Übersetzt von Hainer Kober. Rowohlt, Reinbek bei Hamburg 2015, ISBN 978-3-498-06440-2.
- Mishearings. In: The New York Times. Sunday Review, 7. Juni 2015 (Volltext).
- My Own Life. Oliver Sacks on Learning He Has Terminal Cancer. In: The New York Times. Sunday Review, 19. Februar 2015 (Vorschau). Erneut erschienen in Gratitude. Picador, 2015, ISBN 978-1-5098-2280-5.
  - deutsch: Mein Leben. In: Dankbarkeit. Übersetzt von Hainer Kober. Rowohlt, Reinbek bei Hamburg 2015, ISBN 978-3-498-06440-2.
- The Joy of Old Age. (No Kidding.). In: The New York Times. Sunday Review, 7. Juli 2013 (Volltext). Erneut erschienen in Gratitude unter dem Titel Mercury. Picador, 2015, ISBN 978-1-5098-2280-5.
  - deutsch: Quecksilber. In: Dankbarkeit. Übersetzt von Hainer Kober. Rowohlt, Reinbek bei Hamburg 2015, ISBN 978-3-498-06440-2.
- This Year, Change Your Mind. In: The New York Times. Sunday Review, 21. September 2010 (Volltext).

## Verfilmungen seiner Bücher
| Jahr | Filmtitel (deutsch)     | Filmtitel (Original)    | Zugrundeliegendes Werk                                               | Drehbuchautoren           | Regisseure     | Produzenten                                             |
| ---- | ----------------------- | ----------------------- | -------------------------------------------------------------------- | ------------------------- | -------------- | ------------------------------------------------------- |
| 1990 | Zeit des Erwachens      | Awakenings              | Awakenings – Zeit des Erwachens (1973)                               | Steven Zaillian           | Penny Marshall | Walter F. Parkes und Lawrence Lasker                    |
| 1999 | Auf den ersten Blick    | At First Sight          | To See and Not See (Essay in: Eine Anthropologin auf dem Mars, 1995) | Steve Levitt              | Irwin Winkler  | Rob Cowan und Irwin Winkler                             |
| 2011 | The Music Never Stopped | The Music Never Stopped | The Last Hippie (Essay in: Eine Anthropologin auf dem Mars, 1995)    | Gwyn Lurie und Gary Marks | Jim Kohlberg   | Jim Kohlberg, Julie W. Noll, Peter Newman, Greg Johnson |